# Just Dance (chanson)
Pour les articles homonymes, voir Just Dance.
Singles par Lady Gaga
Poker Face
Singles par Colby O'Donis
What You Got Don't Turn Back'
Just Dance (prononcé : [dʒʌst dæns]) est le premier single de l’artiste américaine Lady Gaga. La chanson est écrite par Gaga, Akon, qui contribue également aux chœurs, ainsi que par RedOne, qui de plus produit la piste, et est en collaboration avec Colby O'Donis. Elle sort en 2008, en tant que single ‘conducteur’ du premier album de Gaga, The Fame. La piste est écrite par Gaga en dix minutes dans un « drôle de studio ». Le morceau possède plusieurs influences R&B et lyriquement traite sur l’intoxication dans les clubs.
Just Dance est appréciée par les critiques professionnelles, celles-ci complimentant son rythme naturellement dance et les notes synthpops qui y sont jouées à quelques reprises. Le titre obtient également un succès commercial, atteignant la place suprême des classements des États-Unis, de l’Australie, du Canada, de l’Irlande, des Pays-Bas et du Royaume-Uni, ainsi qu’une place dans le top 10 de plusieurs pays. Aux États-Unis, la piste est un succès très progressif, se classant dans le Billboard Hot 100, qui représente les ventes de chansons dans le pays américain, pendant plus de cinq mois avant de finalement se positionner à la première place du palmarès, en janvier 2009, soit presque un an après sa sortie officielle. Grâce à sa popularité, le titre devient le troisième single pour ce qui est des ventes d'exemplaires numériques en une semaine, en réussissant à écouler plus de 419 000 copies lors de cette semaine. Elle deviendra en 2009 la troisième chanson la plus vendue numériquement aux États-Unis avec plus de 7,7 millions d’exemplaires écoulés. En 2018, Just Dance s'est vendu à 15 millions d'exemplaires dans le monde dont 13 millions en version digital.
Le vidéoclip pour Just Dance montre Lady Gaga arrivant dans une fête où elle chante le morceau tandis que les gens présents à la soirée dansent autour d’elle. Gaga compare son expérience du tournage de la vidéo avec celle que peut créer l’équipe de Martin Scorsese. Le titre est interprété par Gaga dans de nombreux événements ; la première fois étant lors de sa tournée The Fame Ball Tour et plus tard au The Monster Ball Tour. En 2009, la chanson est nommée aux Grammy Awards dans la catégorie Meilleur Enregistrement Dance mais perd contre le duo électronique Daft Punk qui a remporté le prix avec Harder, Better, Faster, Stronger,.

## Écriture et inspiration

Gaga en mars 2009 chantant Just Dance lors d'un spectacle du The Fame Ball Tour, à Montréal au Canada.

Just Dance est écrite par Akon ainsi que Gaga et coécrite par RedOne qui produit aussi la piste. Dans une interview pour Heat Magazine, Gaga explique la source de l’inspiration puisée pour écrire la chanson en disant « J’avais vraiment une gueule de bois. J’ai donc écrit le morceau en environ 10 minutes avec le producteur RedOne. C’était la première fois que j’étais dans un vrai studio hollywoodien. Tout était parfait ; grande salle et géants haut-parleurs ». Gaga écrit Just Dance en janvier 2008, pendant cette période, un « dur rythme de travail s’imposait, personne ne croyait en moi et mon premier single ». Plus tard, elle exprime ses réflexions à propos du titre, affirmant,

« Ce label m'a sauvé la vie. J’étais dans un environnement si sombre de New York. J’étais même dépressive, toujours dans un bar. J’ai pris un vol vers Los Angeles pour avoir les idées plus claires et créer la piste qui allait plus tard changer ma vie. Je n’y suis jamais revenue. J’ai abandonné mon copain et mon appartement. Je n’y suis même pas encore retournée. C’est ma mère qui s’y est rendue pour y mettre un peu d’ordre et me redonner les choses dont j’avais besoin. »

Dans une interview pour ContactMusic, Gaga explique que Just Dance est très joyeuse et qu’elle est supposée, selon elle, être appréciée par les gens qui traversent des périodes difficiles par exemple la perte d’emploi ou de logement. Gaga précise dans une interview pour ArtistDirect qu’avec cette chanson, elle désire écrire une piste musicalement élégante et joviale. Lorsqu’on lui demande pourquoi d’après elle Just Dance est devenue populaire elle déclare que « Tout le monde attendait un morceau qui parlerait réellement de la joie présente dans nous-mêmes, dans nos cœurs, qui refléterait un bon moment. C’est simplement un des rares titres de ce genre. Il vous a fait sentir vraiment bien, et lorsque vous l’écoutez, il ne vous fait pas sentir seulement bien physiquement en vous redonnant de l’énergie mais aussi mentalement et psychologiquement. C’est aussi simple que ça. Je ne pense pas que le succès de mon titre était instantané, il était lent et lorsqu’il est progressif, c’est que les gens achètent la chanson en laissant guider leur cœur. Tout ça pour dire que mon single est une chanson qui provient du fond de mon cœur ». En mars 2010, le morceau est sorti sur la boutique en ligne de la série de jeux vidéo musicaux, Rock Band, avec également Poker Face, Monster, et Bad Romance, tous quatre faisant partie du ‘Lady Gaga Pack 01’.

## Composition
Just Dance possède un tempo dance assez rapide. La chanson combine des rythmes et notes synth, d’autres électroniques et enfin certaines R&B, qui elles sont assez douces et lentes. Selon la fiche musicale de la piste, publiée sur Music Notes par Alfred Publigshing, le titre se classe dans une signature rythmique composée, avec un rythme modéré de 124 battements par minute. Elle est écrite dans la clef C# mineure. La voix de Gaga atteint sa plus haute note, la G3, au milieu du morceau puis sa plus basse, la C5 vers la fin. La piste débute dans un  tempo assez lent, avec plusieurs sons électroniques de synthétiseurs et Gaga disant « RedOne ». Just Dance a une progression rythmique basique, soit F–Am–C–G–D–F. Colby O'Donis chante les interludes dans la même gamme vocale que Gaga tandis qu’elle, chante d’autres interludes qui celles-ci sont influencées par des sonorités R&B. Peu après, les extraits chantés par Colby O’Donis et les voix de fonds reprennent jusqu’à ce que la chanson se termine sur le mot « dance » mis en valeur avec un effet d’écho,.
Lyriquement, Just Dance contient quelques références à d’autres artistes et certaines blagues humoristiques cachées dans les paroles par exemple « Qu’est-ce qui se passe sur le plancher ? / J’adore cette chanson, bébé mais je ne peux plus l’entendre désormais ». Globalement, les paroles traitent sur les intoxications dues à la drogue lors des fêtes. Le vers d’ouverture, « RedOne », a été pendant longtemps cru comme étant le mot « Red Wine » qui signifie « Vin rouge » jusqu’au moment où le lien est fait entre cette phrase et le producteur du titre.

## Accueil critique

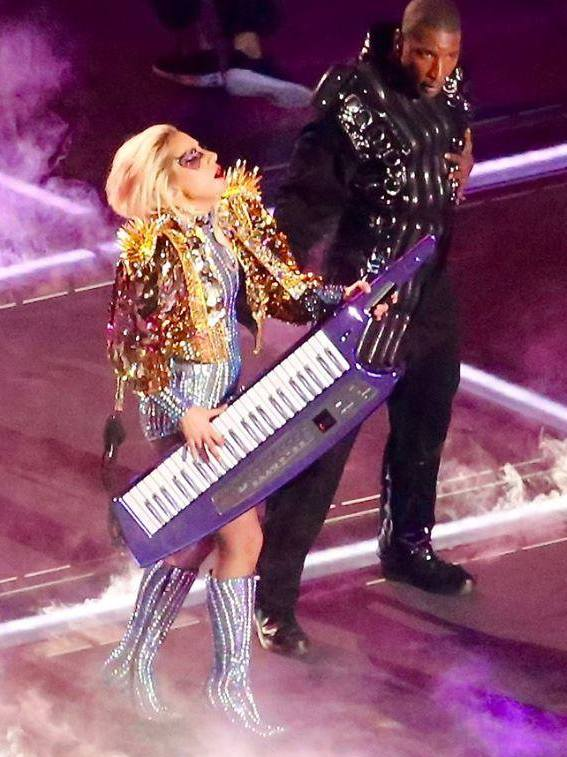
Gaga chantant Just Dance du Super Bowl LI

La piste reçoit généralement des critiques positives. Matthew Chisling d’AllMusic décrit la chanson comme étant « galactique » et la compare à Money Honey, un autre titre de l’album The Fame . Alexis Petridis du The Guardian affirme que le morceau est métaphoriquement une « séduisante épopée musicale tirée d’un rêve dû à la drogue, avec ses rythmes saccadés, ses légères touches électroniques et sa pincée de notes R&B. Toutefois, ce mélange nous un peu trop nous faire penser au single de Nelly Furtado, Maneater ». Ben Norman d’About déclare que la piste « ouvre l’album dans une ambiance magique que seule une valkyrie serait en mesure de posséder […] de manière à ce que cela donne une bonne image à l’album ». Il ajoute que bien qu’il s’agisse de son premier single « elle semble fouler un territoire qu’elle connait depuis une éternité » et termine en comparant le morceau aux titres de Rihanna, Chris Brown et les Pussycat Dolls. Bill Lamd aussi d'About trouve que Just Dance est très « fade » mais qu’elle reste tout de même assez accrocheuse pour se faire remarquer par le public et d’autres célébrités. Il note également que « Just Dance possède une forte énergie grâce à la puissante voix de Lady Gaga, mais cela n’est certes pas très pop-dance mais car tout est juste un peu trop terne ». Les chœurs et certains extraits du refrain chantés par Colby O’ Donis ont également été complimentés par les critiques.
Evan Sadwer de Pop Matters affirme que Just Dance est un single très accrocheur et intense représentant parfaitement ce qu’est généralement l’album. Ben Hogwood de MusicOMH  fait l’éloge du morceau en disant qu’ « Il est impossible d’obtenir quelque chose de plus accrocheur et rythmé cette année que Just Dance, qui se révèle être un véritable joyau dont le refrain vous reste dans l’esprit pendant des semaines ». Freedom du Lac du The Washington Post décrit la piste comme étant « très futile avec ses quelques notes synthpop qui s’accordent parfaitement avec le rythme énergique et la voix qui elle aussi très joyeuse et dance ». Lynn Saxberg du The Ottawa Citizen, dans une critique d’un spectacle du The Fame Ball Tour, trouve que le titre est une parfaite hymne de la pop et des clubs tandis que Sal Cinquemani du Slant Magazine écrit que la chanson ressemble fortement « à ce que vous pourriez entendre dans une station de métro de Los Angeles vers quatre heures du matin » comme il est souligné dans les paroles,. Finalement, Talia Kranes de BBC estime que Just Dance est « irrésistible » et affirme que « le refrain si accrocheur restera gravé à jamais dans la liste des meilleurs singles pops ». Cependant, en ne portant pas attention à sa relecture, elle a mystérieusement modifié Just Dance en Let’s Dance.

## Performance dans les hit-parades

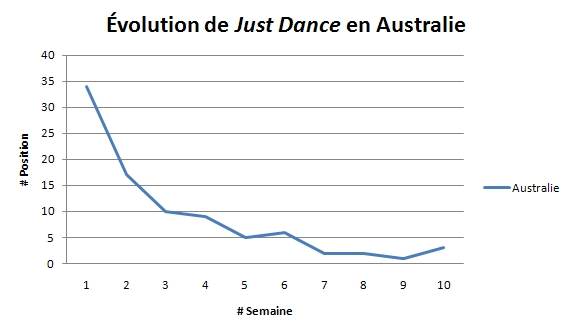
Graphique montrant les 10 premières positions de Just Dance dans le hit-parade australien (ARIA).

Aux États-Unis, Just Dance s’annonce d’abord comme étant un succès uniquement dans les clubs et atteint donc la deuxième position dans le Hot Dance Airplay, représentant les diffusions de chansons dance sur les ondes, et dans le Hot Dance Club Play, qui lui expose les diffusions dans les clubs, lors de l’été 2008,. Le 16 août 2008, la chanson se positionne finalement dans le Billboard Hot 100, à la 76e place. Plusieurs mois plus tard, le 10 janvier 2009, elle réussit finalement à se classer à la deuxième position en grande partie dû à ses 419 000 copies numériques écoulées cette semaine. La même date, le morceau trône sur le hit-parade Pop Songs, qui représente les ventes de chansons pops aux États-Unis. Sept jours après cela, il atteint enfin la première position du palmarès national, devenant ainsi le premier numéro un américain de la chanteuse. Le single a donc mis 22 semaines pour atteindre le sommet du classement, ce qui en fait la seconde chanson ayant mis le plus de temps à accomplir cette montée, derrière le titre de Creed, With Arms Wide Open qui en novembre 2000 a mis 27 semaines avant d’atteindre la position ultime du hit-parade. La chanson a également, et étonnamment, apparu dans le Hot R&B/Hip-Hop Songs, qui représente les diffusions sur les chaines hip-hop, au 72e rang. Le 25 décembre 2009, le morceau est certifié quatre fois disque de platine par la Recording Industry Association of America, en abrégé RIAA, pour ses quatre millions d’exemplaires vendus aux États-Unis. À ce jour, le titre s’est écoulé à plus de 5 616 000 copies dans la nation américaine, devenant donc la seconde chanson à atteindre les cinq millions de ventes numériques dans ce pays,.
Côté océanique, le 21 juillet 2008 la piste débute dans le ARIA Singles Chart, le hit-parade australien, au 34e rang et se déplace la semaine suivante au 17e, devenant donc la plus haute ‘montée numérique’ de cette semaine,. Le 15 septembre 2008, la chanson fait une farouche apparition à la première position du palmarès. Grâce à ce succès le morceau est certifié triple disque de platine par l’Australian Recording Industry Association, aussi appelée ARIA, pour ses 210 000 copies vendues dans cette région. Le 16 mars 2010, le titre devient celui étant resté le plus longtemps dans l’ARIA Singles Charts depuis sa création, en restant donc plus de 81 semaines dans le top 100. Au Canada, Just Dance entame sa montée dans le Canadian Hot 100 le 7 juin 2008 à la 97e position. Le 23 août 2008, sa progressivité accomplie, elle trône sur le classement canadien pendant plus de cinq semaines consécutives. Comme un peu partout autour du monde, le morceau est à son tour certifié dans ce pays, cette fois-ci six fois disque de platine par la Canadian Recording Industry Association, alias CRIA, en juin 2009, pour ses 240 000 copies numériques distribuées.
Le 2 janvier 2009, en Irlande, le titre débute dans le hit-parade irlandais à la onzième position puis deux semaines plus tard, le 15 janvier 2009, atteint la première position du classement,. Le single secoue aussi le monde musical néo-zélandais, d’abord se classant le 21 juillet 2008 à la 19e place, puis trois semaines plus tard à la troisième,. La chanson est certifiée platine dans ce territoire, par la Recording Industry Association of New Zealand, plus connu sous l’abréviation de RIANZ, pour ses 15 000 copies écoulées. La piste se classe également aux Pays-Bas où elle atteint graduellement le quatrième numéro du palmarès.
Au Royaume-Uni, Just Dance entame sa montée dans le palmarès britannique le 4 janvier 2009 à la troisième position. À peine sa deuxième semaine dans le classement commencée, elle grimpe au premier rang pour y rester pendant plus de trois semaines. Dans une interview, Gaga exprime ses sentiments en ce qui concerne son premier numéro un au Royaume-Uni. Elle explique que « C’est un rêve de longue date d’avoir un gros succès au Royaume-Uni – mes fans sont si attachants et les gens en général sont si novateurs en croyant en ma musique et la culture pop que je tente de répandre. J’étais dans un appartement à Los Angeles lorsque je l’ai appris, prête à danser et faire la fête puis quelqu’un m’a appelé pour m’annoncer la nouvelle, j’ai pleuré en l’apprenant ». La piste atteint le top 10 de plusieurs pays, dont l’Autriche, le Danemark, la Finlande, la Norvège, la Suède, la Suisse ainsi que le top 20 de la Communauté française de Belgique, la Communauté flamande et la France. Mondialement, le morceau s’est vendu à plus de 7,7 millions d’exemplaires numériques, soit le 3e titre le plus vendu de l’année 2009.

## Vidéoclip

Gaga en novembre 2009 jouant du keytar et chantant Just Dance lors d'un spectacle de la première version du The Monster Ball Tour, à Montréal au Canada.

La vidéo est dirigée par la réalisatrice de clip musical Melina Matsoukas, et adopte comme thématique principale ce qui se produit dans les fêtes. Le vidéoclip commence avec Gaga arrivant avec ses danseurs dans une house party où une fête se déroule, mais qui semble avoir pris fin. Un des danseurs rentre alors dans la demeure et y dépose une radiocassette et met la musique au volume maximum. Les nombreuses personnes se réveillent alors de leur sommeil et se dirigent vers la provenance de la musique. Elles commencent toutes à danser, tandis que les scènes de la fête sont entrecoupées par d’autres séquences montrant Gaga habillée d’un poncho noir et blanc, avec une boule disco dans les mains et plus tard jouant dans une piscine en plastique avec un dauphin de caoutchouc. Elle porte sous son œil droit un autocollant en forme d’éclair bleu, tout comme sur la pochette, pour rendre hommage à son idole d’enfance, David Bowie. Colby O’Donis fait une brève apparition vers le milieu du clip lorsque le vers « When I come trough on the dance floor » est chanté, il se révèle être entouré de plusieurs jeunes filles se trémoussant autour de lui. Des caméos montrent également Akon, qui réalise les chœurs du morceau, et Space Cowboy, qui est responsable du mixage du titre. MTV affirme que le clip est un des meilleurs de la décennie. Dans une interview en septembre 2008 avec une radio australienne, Gaga affirme que « La vidéo traite globalement sur l’art et la performance qui peuvent nous envahir lorsque nous buvons à une fête ». Plus tard, dans une interview avec About, lorsqu’on lui demande comment s’est déroulé le tournage du vidéoclip, elle déclare,

« Oh, c’était vraiment amusant, presque parfait. Je me sentais comme dans le tournage d’un film de Martin Scorsese. Il y avait un si petit budget mais c’était si long, et pour que le résultat soit si bon et étonnant, j’ai dû faire des choses vraiment humiliantes. C’était vraiment bien, mais si je vous avais emmené sur le tournage une seule journée, vous auriez vu que je suis très privée en ce qui concerne certaines choses et je n’aime pas parler à tout le monde. Je ne suis pas la fille de fête qui est sociable avec tous. Par contre, j’avoue avoir adopté un air juste un tout petit peu ‘diva’. Je réalise certaines choses que je ne suis pas nécessairement supposée faire, dans mon espace de travail, je vérifie si les costumes sont assez originaux, puis j’observe si tout est bien placé et enfin si le décor convient à l’ambiance. Je ne fais pas qu’écouter et faire, vous savez. Cette vidéo est une vision de moi. Melina, la réalisatrice, voulait quelque chose de très artistique avec un certain pop et que tout cela reste commercial, et que cela reflète ce que sont vraiment les fêtes et ce mode de vie. »

## Interprétations en direct

Gaga en mars 2010 dansant et chantant Just Dance lors d'un spectacle de la seconde version du The Monster Ball Tour, à Newcastle au Royaume-Uni.

En juillet 2008, elle interprète la chanson pour la première fois lors de la compétition ‘Maillot de bain’ de Miss Univers 2008, au Vietnam puis dans plusieurs émissions télévisées aux États-Unis. Elle fait entre autres des apparitions dans Jimmy Kimmel Live, The Tonight Show with Jay Leno, So You Think You Can Dance et The Ellen DeGeneres Show,,,. En Australie, elle chante le morceau ldans l'émission Sunrise, où sa performance est condamnée pour cause de présonorisation. Gaga nie cette déclaration et publie un communiqué disant « J’étais malade le jour du spectacle, mais j’ai absolument, à 100 pour cent, chantée en direct [...] Je n’ai jamais fait de lipsing et je n’en ferai jamais. Même lors de la pire de journée ma vie, cela n’arrivera pas ». Elle interprète aussi la piste lors de l’AOL Sessions. Just Dance est ajoutée aux titres chantés lors du The Fame Ball Tour, où la piste est chantée dans le cadre de cette tournée pour la première fois au club Encore. Dans ces mêmes interprétations, juste avant que la performance de la version acoustique de Poker Face se termine, Gaga quitte la scène et une vidéo d’interlude appelée « The Face » débute et montre Gaga avec un personnage fictif nommé Candy Warhol, en référence à Andy Warhol, lui apprenant à parler l’anglais. Cette vidéo terminée, Gaga réapparait sur la scène vêtue d’une robe accessoirisée d'un tutu, de péplum et de longues épaulettes pointues. Ses danseurs sont quant à eux vêtus de hauts Louis Vuitton Steven Sprouse et de pantalons imprimés s’agençant aux chaussures de Gaga. Au commencement de la performance, la toile de fond change pour dévoiler des lumières clignotantes qui sont également montrées sur ses lunettes-vidéos qui peu après montrent l’écriture « Pop Music Will Never Be Low Brow » qui se traduit par « La musique pop ne sera jamais faible ». Finalement, au tout début de l’interprétation de Just Dance lors du The Fame Ball Tour, un remix de l’introduction du morceau est diffusé, tandis que ses danseurs accomplissent la chorégraphie. Le titre est aussi chanté lors du The Monster Ball Tour, en tant que  seconde piste exécutée. À peine la performance de Dance in the Dark achevée, un cube blanc et géant surgit du haut de la scène et Gaga y est à l’intérieur, peu à peu, elle y en sort et chante sur cette même plateforme. Elle est vêtue d’une tenue argentée et porte un keytar attaché à son cou et accompagnée de huit danseurs habillés d’un justaucorps beige,.

## Liste des éditions
| - The Remixes physique américain 1. Just Dance – 4:02 2. Just Dance (HCCR's Bambossa Main Mix) – 7:12 3. Just Dance (Richard Vission Remix) – 6:13 4. Just Dance (Trevor Simpson Remix) – 7:20 - Promo club physique américain 1. Just Dance – 4:02 2. Just Dance (Instrumental) – 4:00 3. Just Dance (A cappella) – 3:58 - Promo club remixes physique américain 1. Just Dance – 4:02 2. Just Dance (Instrumental) – 4:00 3. Just Dance (A cappella) – 3:58 4. Just Dance (HCCR's Bambossa Main Mix) – 7:14 5. Just Dance (Richard Vission Remix) – 6:14 6. Just Dance (Trevor Simpson Remix) – 7:21 7. Just Dance (HCCR's Bambossa Radio Edit) – 3:26 8. Just Dance (Trevor Simpson Edit) – 3:35 9. Just Dance (HCCR's Bambossa Dub) – 5:56 - Physique australien 1. Just Dance – 4:02 2. Just Dance (Trevor Simpson Remix) – 7:21 - Maxi physique allemand 1. Just Dance – 4:02 2. Just Dance (HCCR's Bambossa Main Mix) – 7:14 3. Just Dance (Instrumental) – 4:00 4. Just Dance (Video) – 4:10 - Autres version remixes mondiales 1. Just Dance (Tony Moran Remix) – 9:05 | - Physique allemand 1. Just Dance – 4:02 2. Just Dance (Trevor Simpson Remix) – 7:21 - Maxi physique français 1. Just Dance – 4:02 2. Just Dance (Glam As You Radio Mix) – 3:39 3. Just Dance (Glam As You Club Mix) – 6:25 - Promo club remixes partie 2 physique américain 1. Just Dance (RedOne Remix) – 4:18 2. Just Dance (Space Cowboy Remix) – 5:01 3. Just Dance (Robots To Mars Mix) – 4:37 4. Just Dance (Tony Arzadon Remix) – 6:24 - Physique britannique 1. Just Dance (Main Version) – 4:02 2. Just Dance (RedOne Remix) – 4:18 - Disque de vinyle britannique 1. Just Dance (Main Version) – 4:04 2. Just Dance (HCCR's Bambossa Main Mix) – 7:12 - Téléchargement japonais 1. Just Dance – 4:02 2. Just Dance (HCCR's Bambossa Main Mix) – 7:14 3. Just Dance (Richard Vission Remix) – 6:14 4. Just Dance (Trevor Simpson Remix) – 7:24 |

## Crédits
| - Lady Gaga - Écriture, Chœurs, Chant - RedOne - Écriture, Production, Instrumentation, Chœurs - Akon - Écriture | - Dave Russell - Ingénierie audio - Colby O'Donis - Chœurs, Chant - Robert Orton - Mixage Source: |

## Classements, certifications et successions

### Classements et certifications
| Pays                              | Position | Temps au hit-parade | Certification |
| --------------------------------- | -------- | ------------------- | ------------- |
| Allemagne                         | 10e      | 53 semaines         | Or            |
| Australie                         | 1er      | 37 semaines         | 3 × Platine   |
| Autriche                          | 8e       | 51 semaines         |               |
| Belgique (Fr)                     | 15e      | 28 semaines         | Or            |
| Belgique (Nl)                     | 13e      | 33 semaines         | Or            |
| Canada                            | 1er      | 46 semaines         | Platine 6x    |
| Danemark                          | 6e       | 44 semaines         | 2 × Platine   |
| Espagne                           | 3e       | 31 semaines         | Platine       |
| États-Unis                        | 1er      | 49 semaines         | 11 × Platine  |
| États-Unis (téléchargement légal) | 1er      | 18 semaines         |               |
| Europe                            | 3e       | 12 semaines         |               |
| Finlande                          | 7e       | 18 semaines         |               |
| France                            | 14e      | 32 semaines         |               |
| Hongrie                           | 2e       | 13 semaines         |               |
| Irlande                           | 1er      | 26 semaines         |               |
| Japon                             | 2e       | 18 semaines         | Or            |
| Norvège                           | 3e       | 27 semaines         | 2 × Platine   |
| Nouvelle-Zélande                  | 3e       | 29 semaines         | Platine       |
| Pays-Bas                          | 4e       | 32 semaines         |               |
| République tchèque                | 5e       | 32 semaines         |               |
| Royaume-Uni                       | 1er      | 59 semaines         | Platine       |
| Slovaquie                         | 10e      | 38 semaines         |               |
| Suède                             | 3e       | 39 semaines         | Platine       |
| Suisse                            | 8e       | 56 semaines         | 2 × Platine   |

| Pays             | Position | Année | Période                      |
| ---------------- | -------- | ----- | ---------------------------- |
| Australie        | 7e       | 2008  | Janvier 2008 - Décembre 2008 |
| France           | 73e      | 2008  | Janvier 2008 - Décembre 2008 |
| Nouvelle-Zélande | 12e      | 2008  | Janvier 2008 - Décembre 2008 |
| Allemagne        | 33e      | 2009  | Janvier 2009 - Décembre 2009 |
| Australie        | 70e      | 2009  | Janvier 2009 - Décembre 2009 |
| Belgique (Fr)    | 21e      | 2009  | Janvier 2009 - Décembre 2009 |
| Canada           | 42e      | 2009  | Janvier 2009 - Décembre 2009 |
| Danemark         | 17e      | 2009  | Janvier 2009 - Décembre 2009 |
| Espagne          | 21e      | 2009  | Janvier 2009 - Décembre 2009 |
| États-Unis       | 3e       | 2009  | Janvier 2009 - Décembre 2009 |
| Europe           | 30e      | 2009  | Janvier 2009 - Décembre 2009 |
| Irlande          | 4e       | 2009  | Janvier 2009 - Décembre 2009 |
| Pays-Bas         | 28e      | 2009  | Janvier 2009 - Décembre 2009 |
| Royaume-Uni      | 3e       | 2009  | Janvier 2009 - Décembre 2009 |

| Pays        | Position | Décennie | Période     |
| ----------- | -------- | -------- | ----------- |
| États-Unis  | 35e      | 2000     | 2000 - 2010 |
| Royaume-Uni | 24e      | 2000     | 2000 - 2010 |

## Historique des sorties
| Pays        | Date             | Format                                     |
| ----------- | ---------------- | ------------------------------------------ |
| États-Unis  | 8 avril 2008     | Physique                                   |
| Canada      | 17 juin 2008     | Physique                                   |
| France      | 13 juin 2008     | Maxi remixes téléchargement légal          |
| Canada      | 25 novembre 2008 | Maxi remixes téléchargement légal          |
| États-Unis  | 4 novembre 2008  | Maxi remixes partie 2 téléchargement légal |
| Canada      | 4 novembre 2008  | Maxi remixes partie 2 téléchargement légal |
| Royaume-Uni | 24 décembre 2008 | Physique, vinyl                            |
| États-Unis  | 6 janvier 2009   | Vinyl                                      |